# Субстрат (растениеводство)

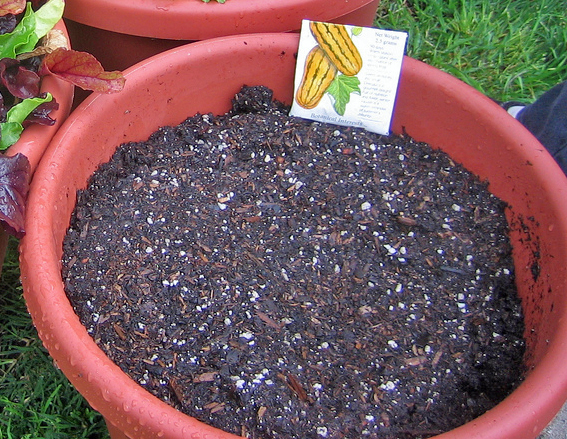
Цветочный горшок, наполненный субстратом

Субстрат — земельные смеси, составленные из разных природных компонентов и их заменителей. Важнейшие из них: дерновая земля, листовая земля, хвойная земля, перегной, торф, песок, мох сфагнум, измельченная кожура и волокна кокосового ореха, измельчённая кора хвойных деревьев, керамзит, вермикулит, перлит. Состав субстрата соответствует требованиям данного растения.

## Виды субстратов
Почвенная культура, активные и неактивные субстраты